# Беттина ди Андреа
Беттина ди Андреа (Bettina d'Andrea, родилась в Болонье, дата неизвестна, умерла в 1335) — итальянский правовед, профессор права и философии в Падуанском университете. Она была дочерью Джованни ди Андреа, профессора церковного права, и получила необходимые знания из рук отца. Преподаванием Беттина занялась после того, как вышла замуж за одного из профессоров Падуанского университета.
Её сестра, Новелла ди Андреа, до самой смерти преподавала право в университете в Болонье.